# Casa Soler-Arola (Manresa)
La Casa Soler-Arola o Casa Soler Padró és una obra del municipi de Manresa (Bages) protegida com a bé cultural d'interès local.

## Descripció
Edifici d'habitatges entre mitgeres. Té planta baixa, quatre pisos i àtic-golfes. Façanes: tribunes desplaçades al primer i segon pis que enllacen amb balcons amb baranes de balustres. Línies d'imposta remarcades als forjats. Relleus a les llindes i trencaaigües. Construcció d'obra arrebossada (estuc marcant juntes). Elements ornamentals de pedra.